# Мирогоща Вторая
Мирогоща Вторая (укр. Мирогоща Друга) — село в Мирогощанской сельской общине Дубенского района Ровненской области Украины. Через село протекает река Липка, правый приток Иквы.
Население по переписи 2001 года составляло 1089 человек. Почтовый индекс — 35623. Телефонный код — 3656. Код КОАТУУ — 5621684207.